# Wenzel Krumpholz
Wenzel Krumpholz (* um 1750 in Budenitz bei Kladen; † 2. Mai 1817 in Wien) war ein böhmischer Musiker, der Mandoline und Violine spielte.

## Leben
Er war der Bruder des Harfenvirtuosen Johann Baptist Krumpholz und wirkte um 1790 unter Joseph Haydn in der Kapelle des Fürsten Esterházy. 1796 wurde er Erster Geiger im Orchester der Wiener Hofoper und bald ein enger Freund und Vertrauter Beethovens, den er bei Carl Czerny kennenlernte. Czerny berichtet:

„Gleich bey dem ersten Erscheinen des jungen Beethoven hing sich Krumpholz an ihn mit einer Hartnäckigkeit u Hingebung, daß er bald sein Hausfreund wurde, fast den ganzen Tag bey ihm zubrachte, u daß Beethoven, der sonst mit seinen musikalischen Entwürfen gegen Jedermann sehr geheimnißvoll war, ihm jede Idee mittheilte, jede neue Composition oft vorspielte u täglich vorfantasierte. Obwohl Beethoven sich über die ungeheuchelte Verzückung, in welche Krumpholz dabey stets gerieth, oft lustig machte u ihn immer nur seinen Narren nannte, so war er doch über die Anhänglichkeit gerührt, mit welcher Krumpholz selbst die bittersten Feindschaften nicht scheute, um gegen die damals so zahlreichen Gegner seine Sache zu verfechten.“

Wie Ferdinand Ries schreibt, soll er Beethoven auch Geigenunterricht erteilt haben.
Krumpholz starb, als er „auf einem Spaziergange auf dem Glacis vom Schlage getroffen wurde“.
Beethoven komponierte zu seinem Andenken den dreistimmigen Gesang der Mönche WoO 104 („Rasch tritt der Tod den Menschen an“) nach einem Text aus Friedrich Schillers Schauspiel Wilhelm Tell, den er in das Stammbuch das Musikforschers Franz Sales Kandler schrieb, bevor dieser nach Venedig abreiste.

## Werke
- Abendunterhaltung für Violine solo
- Sechs leichte Variationen für Violine solo, Wien: J. Bermann 1824